# Măcăreuca, Drochia
Măcăreuca este un sat din cadrul comunei Cotova din raionul Drochia, Republica Moldova.

## Geografie
Măcăreuca este un sat din cadrul comunei Cotova din raionul Drochia, Republica Moldova. Este situat la 48.142742 - latitudine nordică și 27.973911 - longitudine estică. Satul are o suprafață de aproximativ 2.23 kilometri pătrați, cu un perimetru de 7.42 km. Localitatea se afla in drumul de la Zgurița, spre comuna Cotova(de care și aparține administrativ) între cele două localități.

## Istoric
Documentar, localitatea Măcăreuca își confirmă existența la 1529, când domnitorul Moldovei, Petru Rareș, dăruiește printr-un act marelui armaș Marco Ciciuman 3 sate din ținutul Soroca, printre care și Măcăreuca:
„Suret de pe ispisoc sârbesc de la Petru Vodă Rareș din veleat 7037 <1529>, septembrie 21.

Facem înștiințarea cu aceasta carte a noastră tuturor, cine pe dânsa va căuta, sau citindu-le va auzi, pentru adevărat al nostru credincios boieriu Marco Ciuciuman vel armaș, care, slujind cu dreptate și cu credință altor domni, ce au fost mai înainte de noi, și acum aflându-se și noao slujind cu dreaptă credință, pentru care noi, văzând a lui dreaptă și credincioasă slujbă către noi, l-am miluit pre dânsul cu deosebită milă a noastră și i-am dat întru al noastru pământ al Moldovei la ținutul Sorocei pe pârâul Căinariului loc, cât i-ar fi lui de toată îndestulare, cu trei silește anume: Cotovița, Dănjenii și Zăpădenii, cu vaduri de moară în pârâul Căinariului, ca să-i fie lui drepte ocine și moșii, danie și miluire, lui și feciorilor lui, nepoților și strănepoților lui, și a tot neamul lui, ce se va alege mai aproape, nerușuit niciodată în veci. Care moșie pe din sus se hotărăște cu moșia Măcăreuca, iară pe din jos să hotărește cu moșia Bolbocele în Valea Petrei, despre răsărit se hotărăște cu moșia Băcsanii, iară dinspre apus se hotărăște cu pârâul Căinariului despre toate părțile, după hotarele cele vechi, pe unde au umblat din veci.

...

Și pentru mai mare credință și întăritură a tuturor celor de mai sus scrise am poroncit credinciosului boieriului nostru dumisale Trotușanul logofăt să scrie și a noastră pecete către aceasta carte a noastră să o lege.
S’au scris în Suceava.”
La 1814 moșia Măcăreucei aparținea sfetnicului Ioan Russo, iar la 1821 nobilului Grigore Ioan Russo. Această dinastie de boieri a dăinuit mai mult de un secol. La 1900 moșia o stăpânea Zinovie Russo. Marea Unire și reforma agrară din România l-au găsit aici stăpân pe Nicolae Russo. În urma exproprierii, pe moșia lui se constituie două sate din coloniști veniți de la Cosăuți și Holoșnița Veche – Palanca și Holoșnița Nouă. Nicolae Russo se retrage la Bulboci pe partea sa de moșie, lăsând la curte pe fiul Boris și fiica Zoie. Aceștia vând conacul și partea lor de pământ unui neamț – Gotlev. Ultimul proprietar al curții boierești a fost preotul Mihail Ostap(ov), refugiat în România, la venirea sovieticilor.
În anii 1949-1952, printr-o hotărâre a Ministerului Agriculturii al URSS, pe râul Căinari, în satul Măcăreuca, a fost construită o stațiune hidroelectrică cu o capacitate de 60 de kw/h, dar aceasta nu a asigurat capacitatea suficientă și degrabă a fost uitată.
În vechea seliște, spun bătrânii, a existat și o mică bisericuță de lemn. Că era foarte mică, ne dovedesc „Ușile Împărătești” foarte mici și care, ca prin minune, s-au păstrat până astăzi.

## Demografie
Satul are vreo 200 de case.
În anul 1997, populația satului a fost estimată la 702 de cetățeni.
Conform datelor recensământului din anul 2004, populația satului constituie 553 de oameni, 48.10% fiind bărbați iar 51.90% femei. Structura etnică a populației arată astfel: 98.19% - moldoveni/români, 0.90% - ucraineni, 0.72% - ruși, 0.00% - găgăuzi, 0.00% - bulgari, 0.00% - evrei, 0.00% - polonezi, 0.00% - țigani, 0.18% - alte etnii.
E o localitate veche, cu oameni cuminți și muncitori care a apărut, se pare, în secolul XIX. Este o localitate legată de scriitorul român, boierul Aleco Russo a cărui moșie era în acest loc, iar oamenii din Măcăreuca lucrau la el.

## Biserica din localitate
La 1793 este consemnată existența unei biserici de lemn, acoperită cu paie care e legată de un anumit Macarie, al cărui nume se pare ca stă la baza numelui localității. Nu încape îndoială că e vorba de biserica din lemn cu hramul „Adormirea Maicii Domnului” care a ajuns până în zilele noastre având vârsta de circa 200 ani. În anul 1874, această bisericuță a fost reparată. Timp de secole ea a fost mama spirituală a creștinilor din Măcăreuca, a familiei boierești și a celor care au trudit pe moșia dinastiei Russo.
În fața pridvorului bisericii se află și azi o criptă, în care sunt înmormântate soția boierului Nicolae Russo și o nepoată de-a ei.
În prezent biserica este un monument ocrotit de stat. 

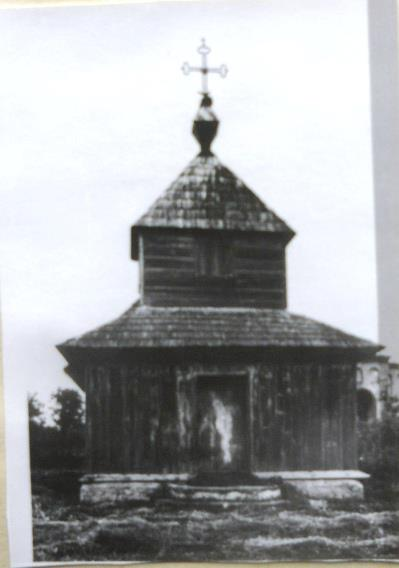
Imagini de epocă
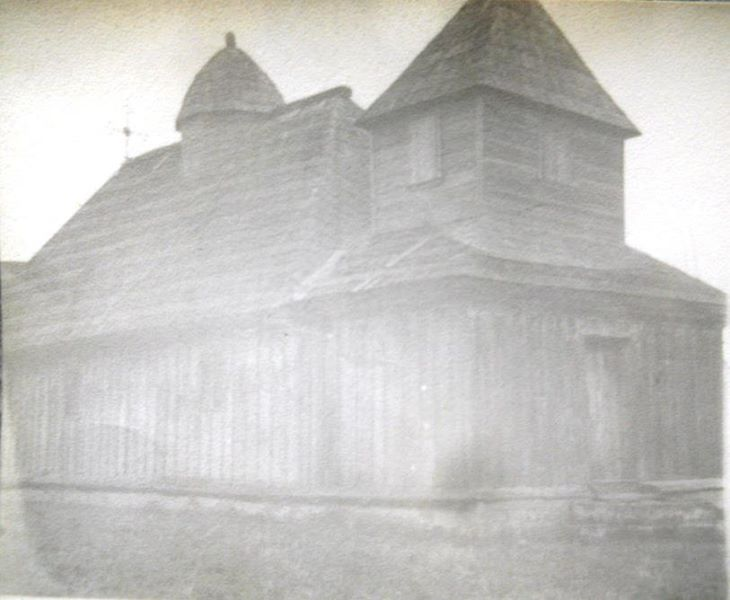
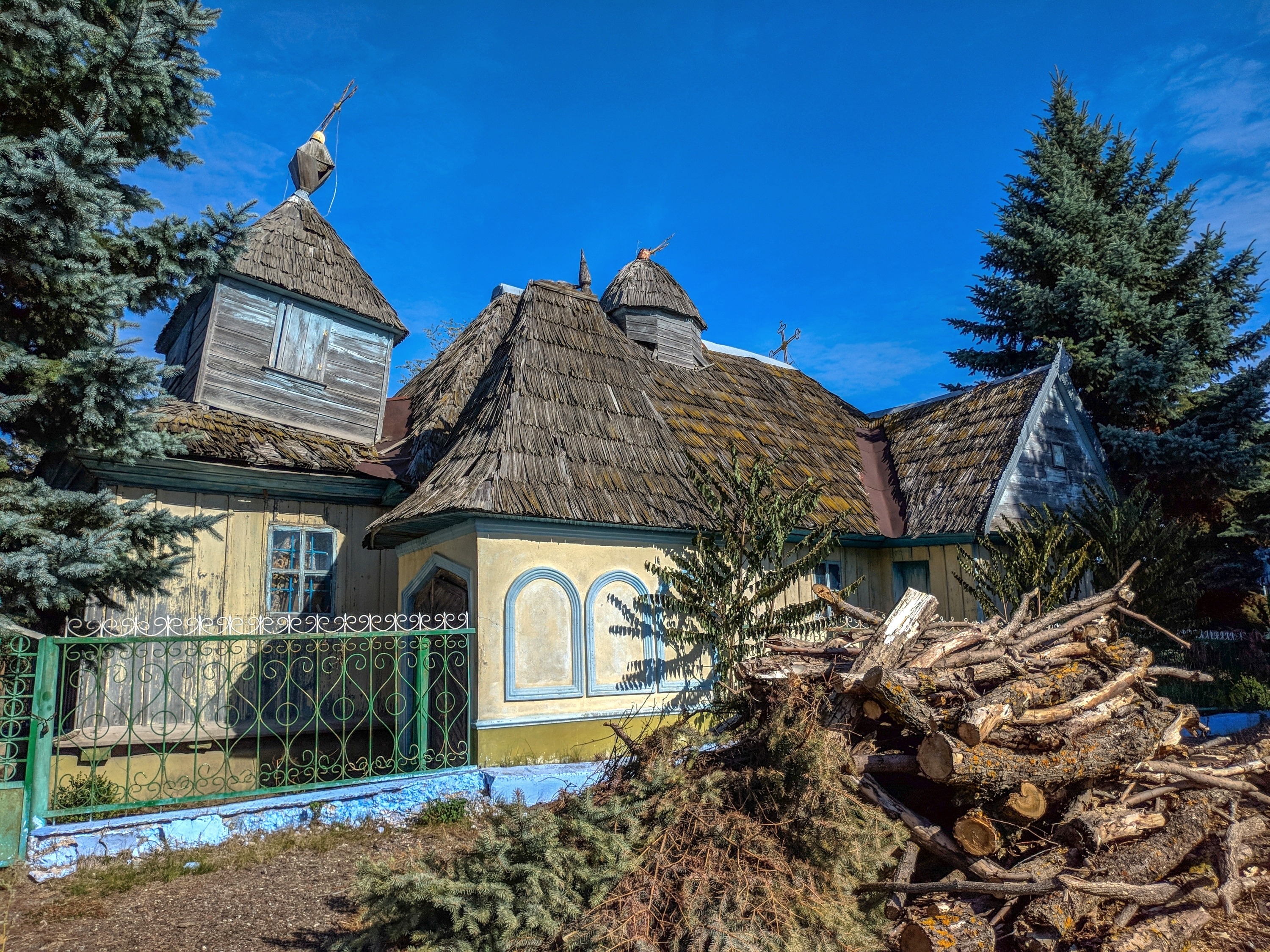
Prezent
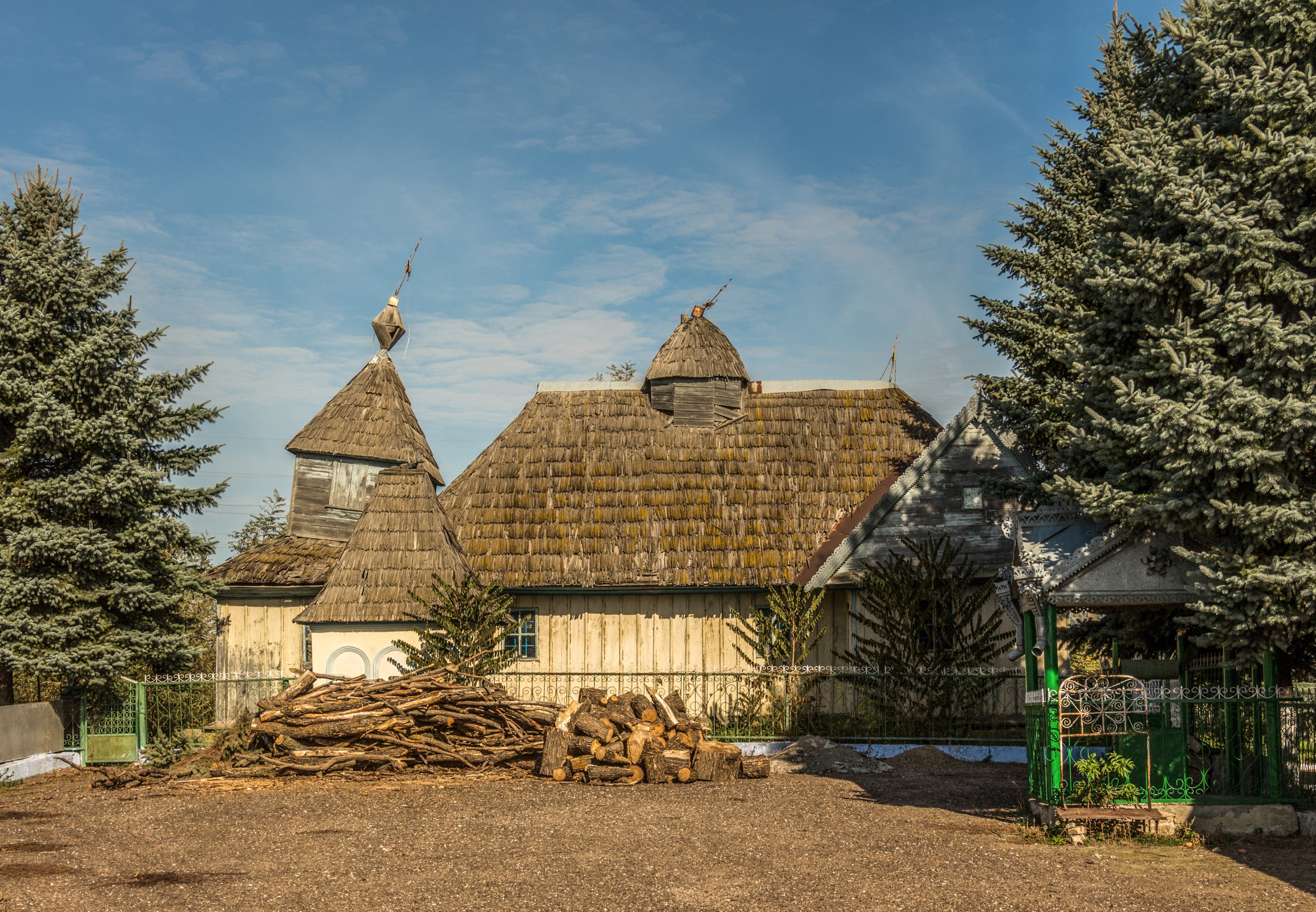
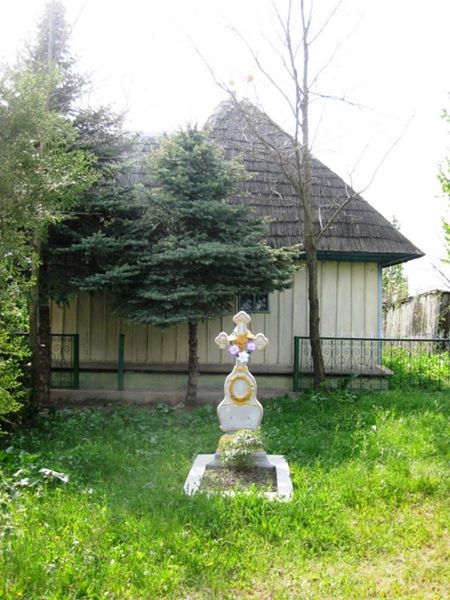
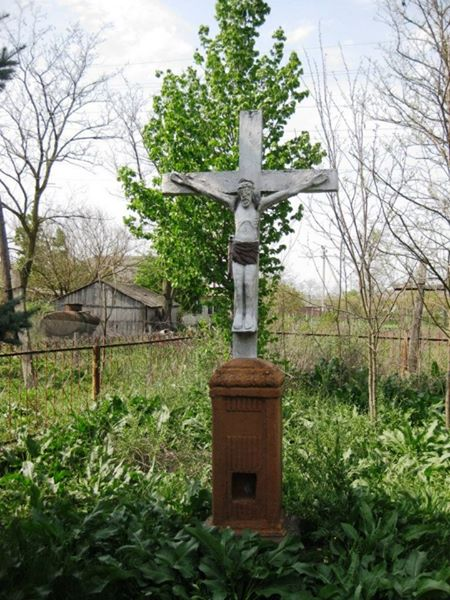
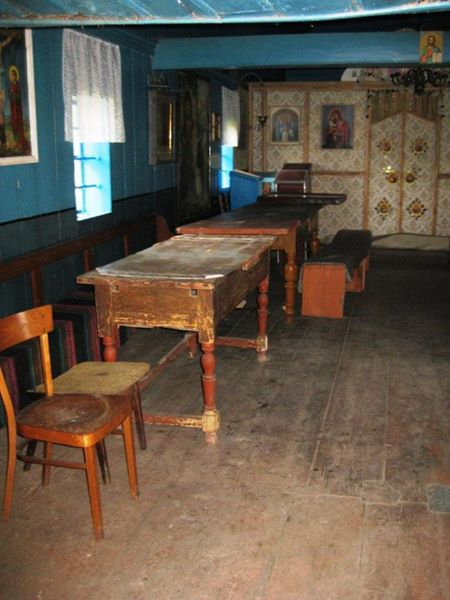
Interior
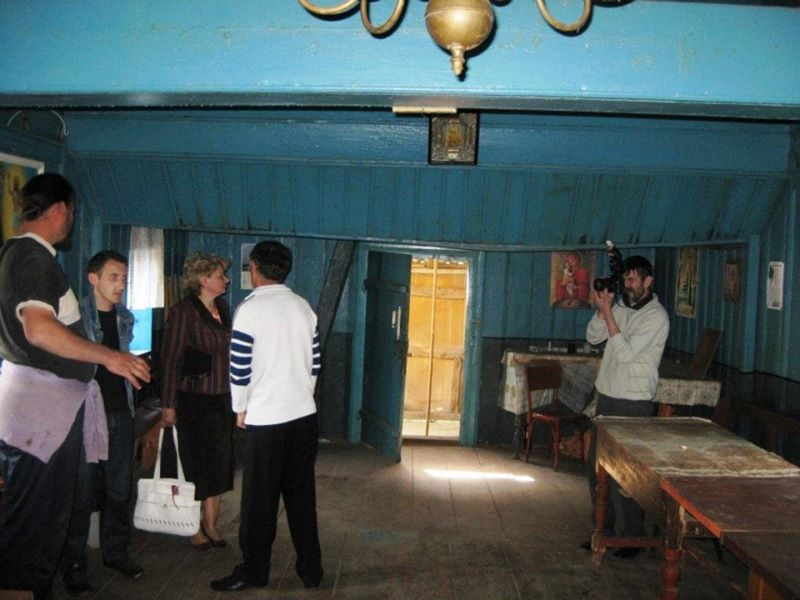